# 프리파라의 등장인물 목록
아이돌타임 프리파라 
그롭데연프리파라시스탬
- 성우:한다경-메니지면트대표
- 성우:박순찬-매니지면트메니저

울산프리파라스타
- 성우:장홍우-레오나
- 성우:이경란-시은
- 성우:이상열-도로시
- 성우:권소영-라라
- 성우:이영화-미래
- 성우:김소영-소피

부산트라이엥글
- 성우:장윤셜-파논

- 성우:정미경-쥬리
- 성우:최다에-마키
- 성우:이수정-카론
- 성우:김민석-논

#### DressingPafe/드레싱 파페
- 토도 시온/시온
- 도로시 웨스트/도로시
- 레오나 웨스트/레오나

```
울산트리콜로르 
```

- 성우:서상우-파루루
- 성우:김지희- 그레이
- 성우:이지은-하이디

```
부산가로마겟돈 
```

- 성우:손지영-미카
- 성우:차은수-아로마
- 성우:김민석-가루루

대전트라이앵글
- 성우:최다에-피논
- 성우이제현-카논
- 성우:이수정-쥬리

- 성우:장윤셜-민트

- 성우:정다경- 논
- 성우:한다경- 페퍼

#### 프리파라 공간
- 프리파라 여신

(쥬리/쥬리, 쟈니스/제니스)
- 프리파라 매니저
- 곰탱
- 토깽
- 유니콘
- 아카이 메가니/빨간 안경오빠
- 아카이 메가네/빨간 안경언니
- 보컬돌(파루루, 가루루)

## 아이돌타임 프리파라

#### 솔라미♡스마일/Solami♡Smile
- 마나카 라라/라라
- 미나미 미레이/미래
- 호조 소피/소피

#### 드레싱파페/Dressing pafe
- 토도 시온/시온
- 도로시 웨스트/도로시
- 레오나 웨스트/레오나

#### 가로마겟돈/Garromagedon
- 쿠로스 아로마/아로마
- 시라타마 미캉/미카
- 가루루/가루루

#### 마이☆드림/My☆Dream
- 유메카와 유이/유이
- 니지이로 니노/니노
- 코우타 미치루/미루

#### 위드/With
- 유메카와 쇼고/하루
- 타카세 코요이/노을
- 미타카 아사히/태양

#### 논슈거/Nonsugar
- 마나카 논/논
- 츠키카와 치리/민트
- 타이요우 페퍼/페퍼

#### 트리콜로르/Tricole
- 파루루/파루루
- 미도리카제 후와리/하이디
- 시쿄인 히비키/프린스 그레이

#### 에버 골드/Ever Gold
- 가라라 슬립/가라라
- 하나조노 슈카/슈카
- 지고쿠 미미코/미미

#### 아이돌타임 프리파라 공간
- 아카이 메가니/안경오빠
- 아카이 메가네/안경언니
- 아이돌타임 프리파라 매니저
- 푸니콘/프니콘
- 츄펫
- 핏츠
- 포왕
- 팩
- 보컬돌(파루루, 가루루)
- 시간의 정령(파라라, 가라라)